# Музыкальные инструменты

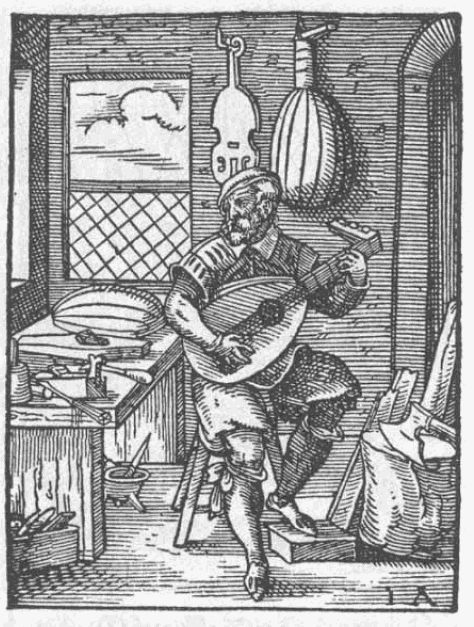
Старинная мастерская музыкальных инструментов

Музыка́льный инструме́нт — предмет, способный издавать звук, эстетически воспринимаемый как музыкальный.

## Классификация
В истории было предпринято множество попыток классифицировать музыкальные инструменты. В академической сфере распространено деление инструментов на струнные, духовые, ударные, народные, клавишные и др. Данная классификация имеет много недостатков, в первую очередь непонятен её критерий: струнные и духовые инструменты обособлены на основе источника звука, ударные — на основе типа звукоизвлечения, народные — на основе сферы бытования, клавишные — на основе звукорегулятора. Более того, к народным относят инструменты, не имевшие распространения в народе (клавишные гусли, баян); к клавишным причисляют фортепиано, являющееся к тому же струнным и ударным инструментом.— С. Попов
Распространённая научная классификация музыкальных инструментов — система Хорнбостеля — Закса. Согласно ей, все музыкальные инструменты подразделяются в первую очередь на несколько групп, в зависимости от того, что является источником звука: струнные, духовые, мембранные и самозвучащие (источники звука: струна, столб воздуха, мембрана и твёрдое тело соответственно).               
Классификация музыкальных инструментов: 
1. Струнные
2. Духовые
3. Язычковые
4. Ударные
5. Перкуссия
6. Клавишные
7. Механические
8. Электромузыкальные

## Струнные

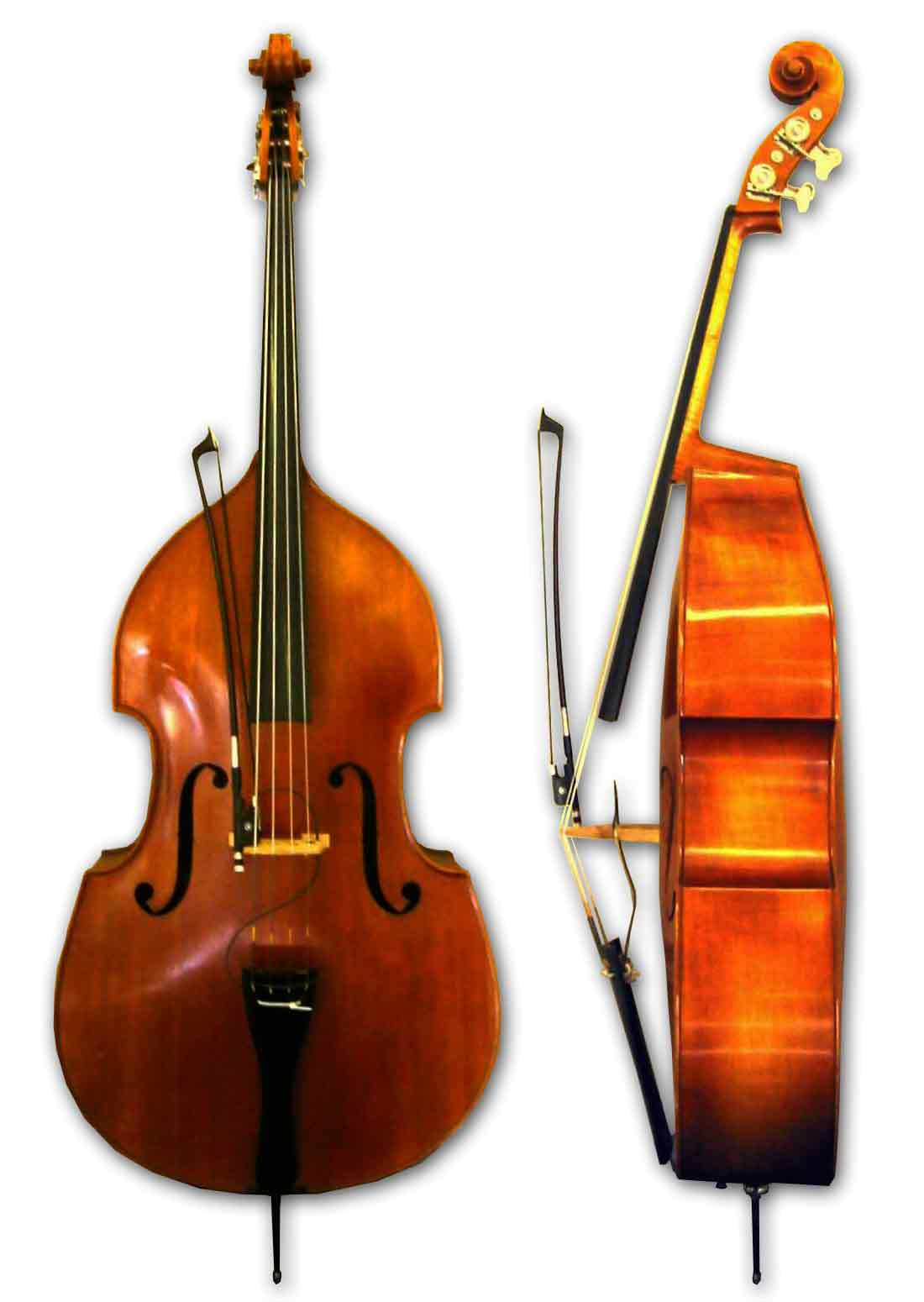
На контрабасе играют либо щипком (пиццикато), либо смычком

Типичными представителями струнных инструментов являются классические инструменты: скрипка, виолончель, альт, контрабас, арфа и гитара, а также множество самых разных народных инструментов: комуз, варган, кыяк, кобыз, домбра, гусли, балалайка, домра и другие.

### Щипковые струнные
К струнным щипковым относятся арфа, балалайка, домра, уд, гусли, гитара, лютня, бузуки, мандолина, ситар и подобные им.

### Смычковые струнные
К струнным смычковым относятся такие оркестровые инструменты как скрипка, альт, виолончель, контрабас, а также виола да гамба, виола д'амур, шведский народный инструмент никельхарпа и норвежская традиционная скрипка хардингфеле.

## Духовые

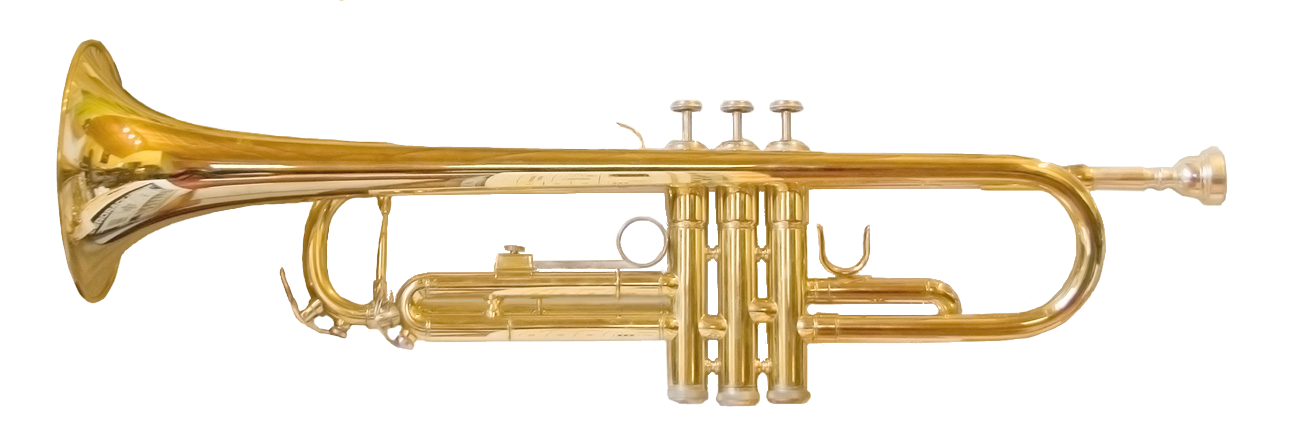
Труба с помповыми вентилями

Духовы́е музыка́льные инструме́нты — музыкальные инструменты, источником звука в которых является колеблющийся столб воздуха, находящийся в трубке инструмента.

### Медные духовые
Ме́дные духовы́е инструме́нты — группа духовых музыкальных инструментов, относящихся к амбушюрным (или мундштучным) музыкальным инструментам, то есть колебания создаются губами музыканта. Высота звука регулируется положением губ (амбушюром), силой выдуваемого воздуха и нажатием на клапаны (вентили), открывающие и закрывающие дополнительные трубки инструмента.
К ним относятся:
- труба
- тромбон
- валторна
- туба
- геликон
- сузафон
- флюгельгорн
- корнет

### Деревянные духовые
Деревя́нные духовы́е инструме́нты — группа духовых музыкальных инструментов, принцип игры на которых основывается на посыле направленной струи воздуха в специальное отверстие и для регулировки высоты звучания закрывания специальных отверстий клапанами.

#### Лабиальные деревянные духовые
- Альпийский рог
- Дудка
- Бансури
- Флейта
- Флейта Пана
- Флейта-пикколо
- Диджериду

#### Язычковые деревянные духовые
- Кларнет
- Бас-кларнет
- Фагот
- Контрафагот
- Гобой
- Саксофон (при том, что сам он металлический, язычок в нём деревянный; к тому же, принцип рождения звука в нём характерен для деревянных духовых).
- Дудук

## Язычковые

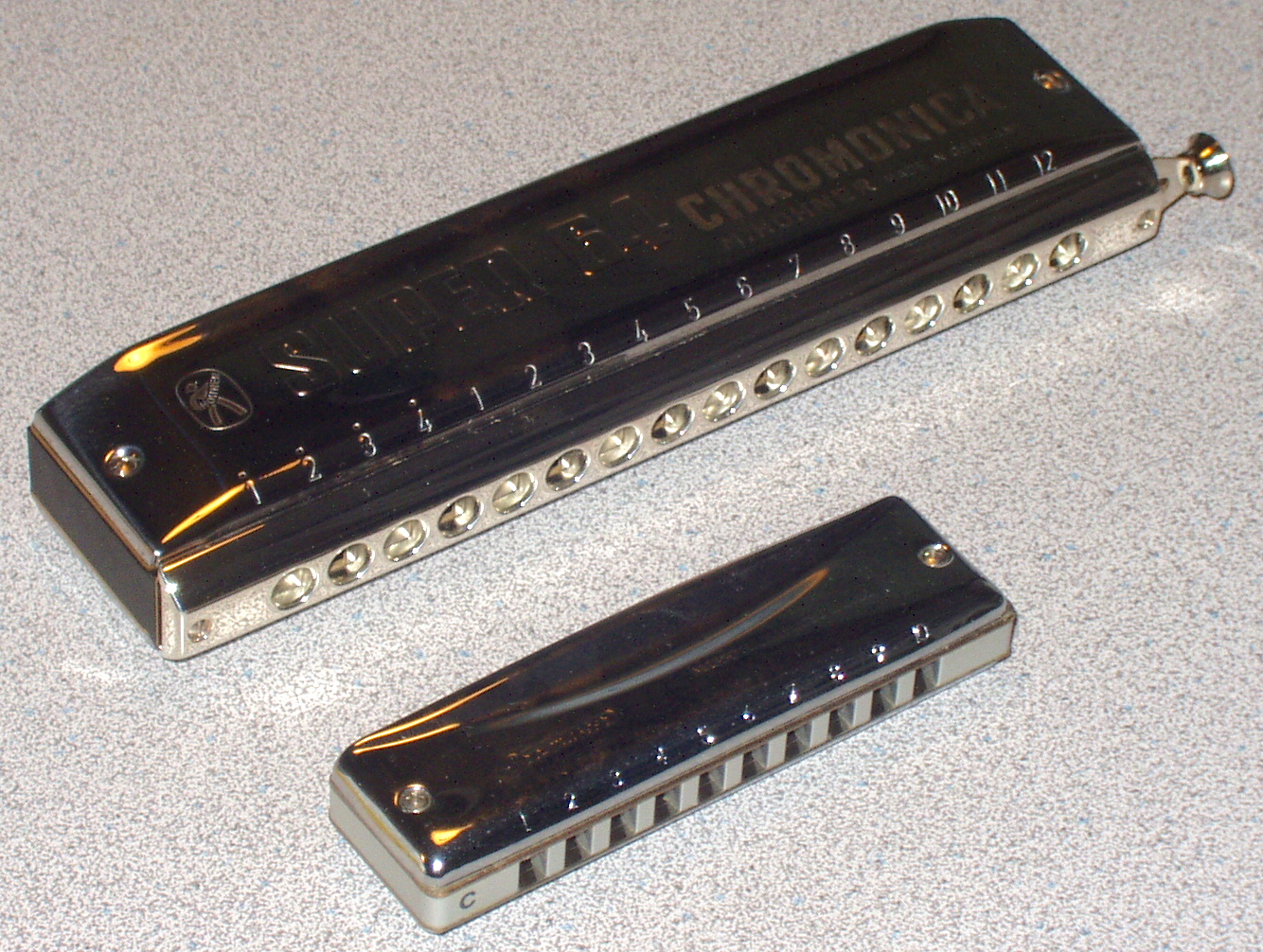
16-луночная хроматическая (вверху) и 10-луночная диатоническая гармоника

Язычковые музыкальные инструменты — духовые музыкальные инструменты с одинарными или двойными бьющими язычками (тростями); в широком смысле к язычковым инструментам также относятся трубы орга́на с бьющими металлическими язычками и инструменты со свободно проскакивающими металлическими язычками: гармоники и губные орга́ны.
Гармоники
Гармоника — общее название для различных видов музыкальных инструментов, источником звука в которых являются свободно проскакивающие в проемах голосовых планок язычки, приводимые в колебание потоком воздуха.
К видам гармоники относятся:
- Гармонь
- Аккордеон
- Баян
- Губная гармоника
- другие виды

Язычковые деревянные духовые музыкальные инструменты
(См. выше.)
Язычковые самозвучащие музыкальные инструменты
- Варган (хомус, дрымба и другие названия)

## Ударные

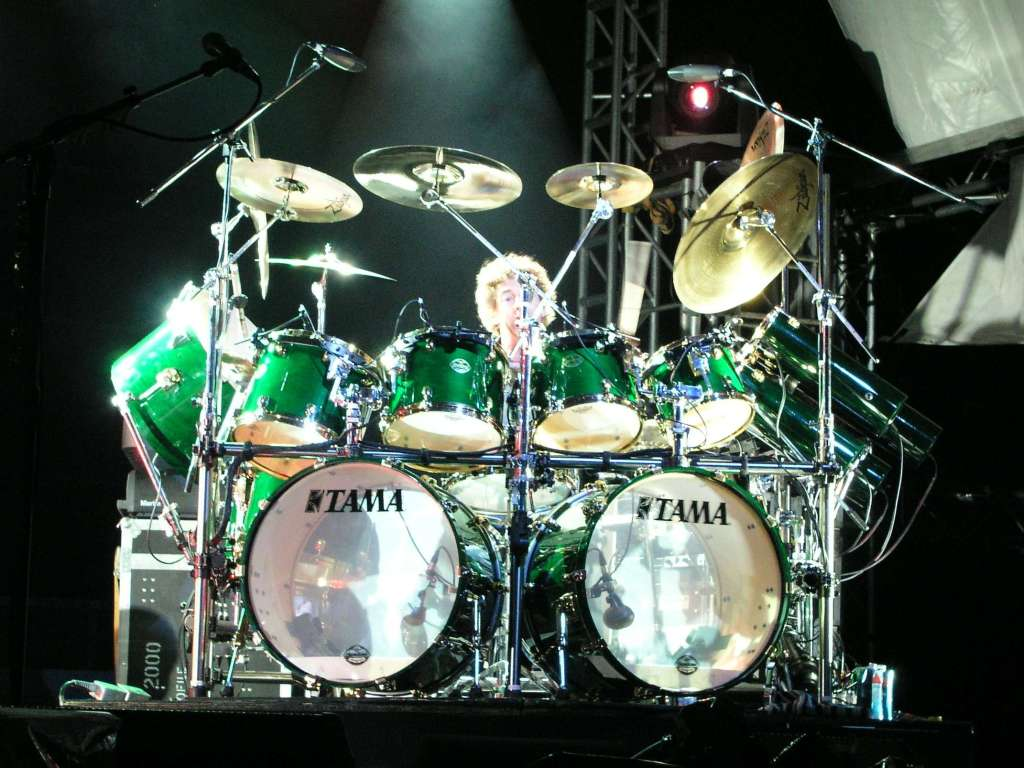
Современная барабанная установка (играет Саймон Филипс)

Самое многочисленное семейство музыкальных инструментов. Ударные подразделяются на 3 основных вида:

- С неопределенной высотой звучания, среди них:
  - Инструменты с мембраной: барабаны, бубны, гавалы, гоша нагара, думбек, дарбука и пр.
  - Инструменты с самозвучащим корпусом: треугольники, тарелки и гонги, кастаньеты, различные бубенцы, шейкеры и мараки, деревянные коробочки, флексатон и т. д. (чаще всего это перкуссия)
- С определённой высотой звучания, то есть настроенные на ноты: ксилофон, вибрафон, маримба, колокольчики, том числе колокола, литавры, некоторые разновидности ковбеллов, вудблоков, гонгов и др.
- Клавишные ударные: челеста и другие подобные инструменты, предназначенные для исполнения отдельных нот и различных мелодий.

Клавиатура в 3 октавы

## Перкуссия

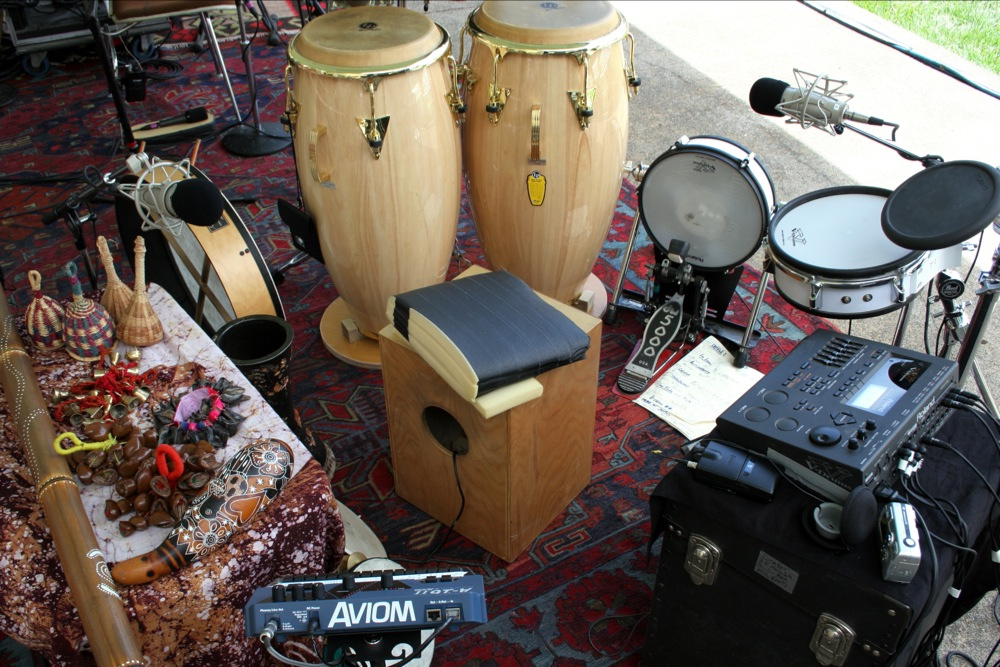
Перкуссионые музыкальные инструменты

Перку́ссия – ударные и шумовые музыкальные инструменты, которые не входят в набор стандартной барабанной установки, или основных ударных оркестра. Такие инструменты выполняют важную роль, создавая особенное настроение и разнообразие ритм партии и всей композиции в целом.
Звуки колокольчиков, шум трещоток, кастаньет и бубнов – без этого невозможно представить современную музыку. Этническая перкуссия, к которой относятся такие этнические ударные как тамбурин, бонго, маракасы, деревянные  ложки, кастаньеты, имеют огромное влияние на самоопределение многих народов, создавая их идентичность.
Перкуссия делится на виды по звучанию и по созданию звука

### Звучание (высота звучания)
- с определенной высотой звучания (большой и малый барабаны, литавры, ксилофон, вибрафон, колокольчики);
- с неопределенной высотой звучания (треугольник, тарелки, бубен, кастаньеты, там-там и другие).

### Создание звука
- Идиофоны, в которых звучание создается за счет тела инструмента (гонг, там-там, треугольник, ксилофон, маримба, вибрафон, колокольчики).
- Мембранофоны, в которых звучание образуется за счет натянутой мембраны из кожи, пластика или других синтетических материалов (литавры, барабаны, бубен, бонги, том-томы).
- Струнные ударные инструменты (цимбалы, сантур, янцинь).

## Клавишные

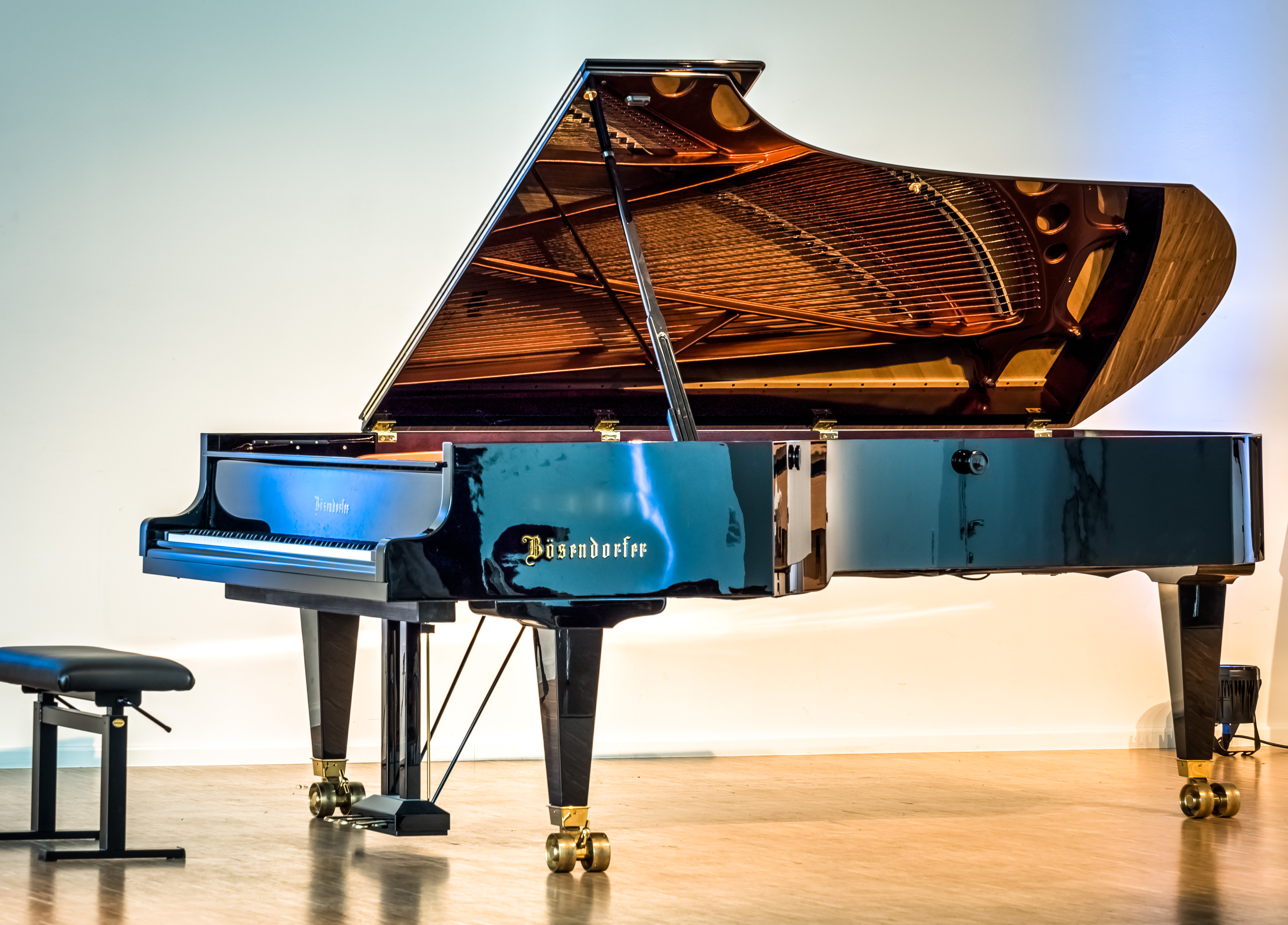
Рояль «Bösendorfer Imperial» (один из преелей клавишных инструментов) в Музыкальном зале Бамбергского университета

Клавишные музыкальные инструменты — инструменты, управление звукоизвлечением в которых осуществляется при помощи клавиатуры.

### Духовые клавишные
орга́н, фисгармония; баян, аккордеон и гармонь (тем не менее клавиатура последних трёх отличается друг от друга).

### Струнные клавишные
Струнный клавишный инструмент — всем известное фортепиано, существующее в горизонтальной (рояль) и вертикальной (пианино) разновидностях, а также клавесин, вёрджинел, спинет и клавикорд.

## Механические

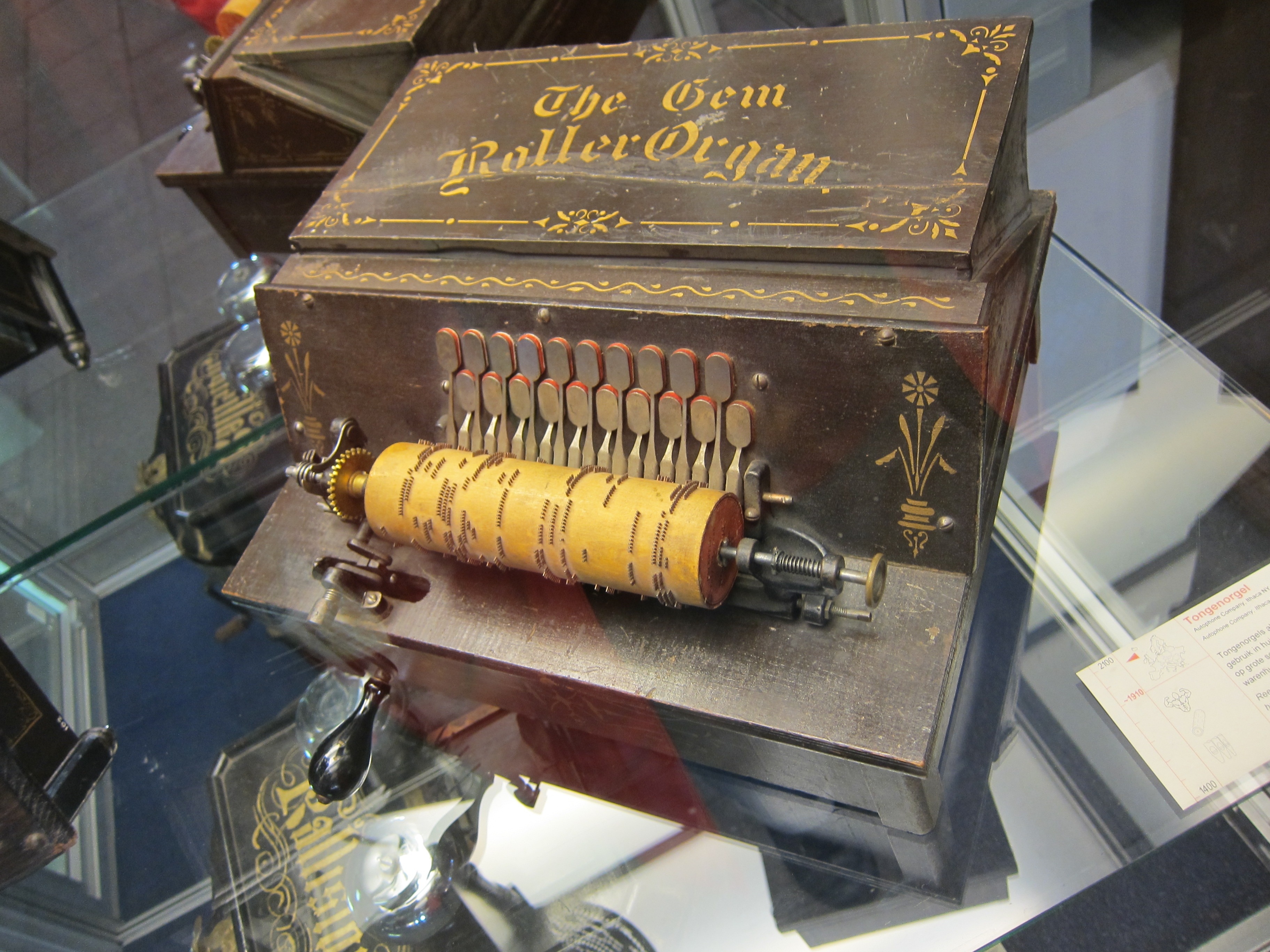
Шарманка

Механические музыкальные инструменты известны со времён позднего Средневековья. Первоначально воспроизводящий музыку механизм встраивался в часы (отсюда термин нем. Spieluhr), позже развились функционально независимые музыкальные автоматы (англ. music box, нем. Spieldose). Многие композиторы либо писали музыку для механических музыкальных инструментов (Г. Ф. Гендель…), либо имитировали звучание музыкального автомата (знаменитая «Музыкальная шкатулка» А. К. Лядова).
К механическим музыкальным инструментам относятся шарманка, карильон.

## Электромузыкальные

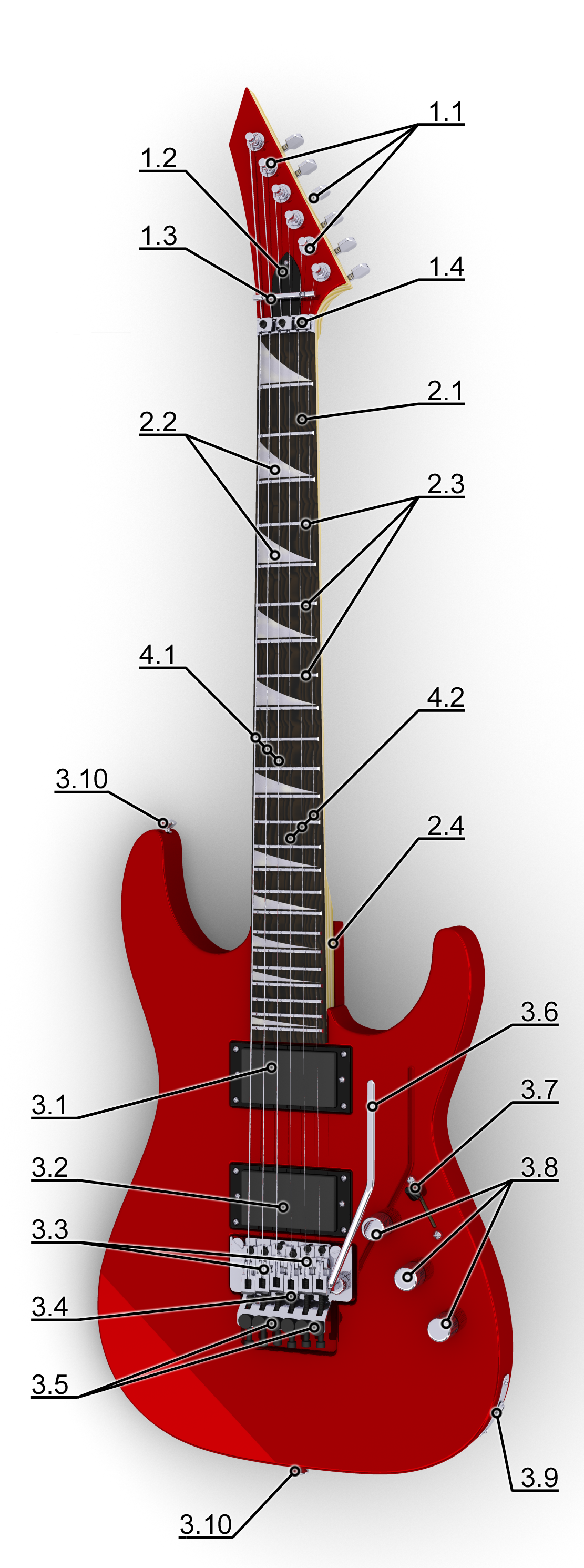
Электрогитара

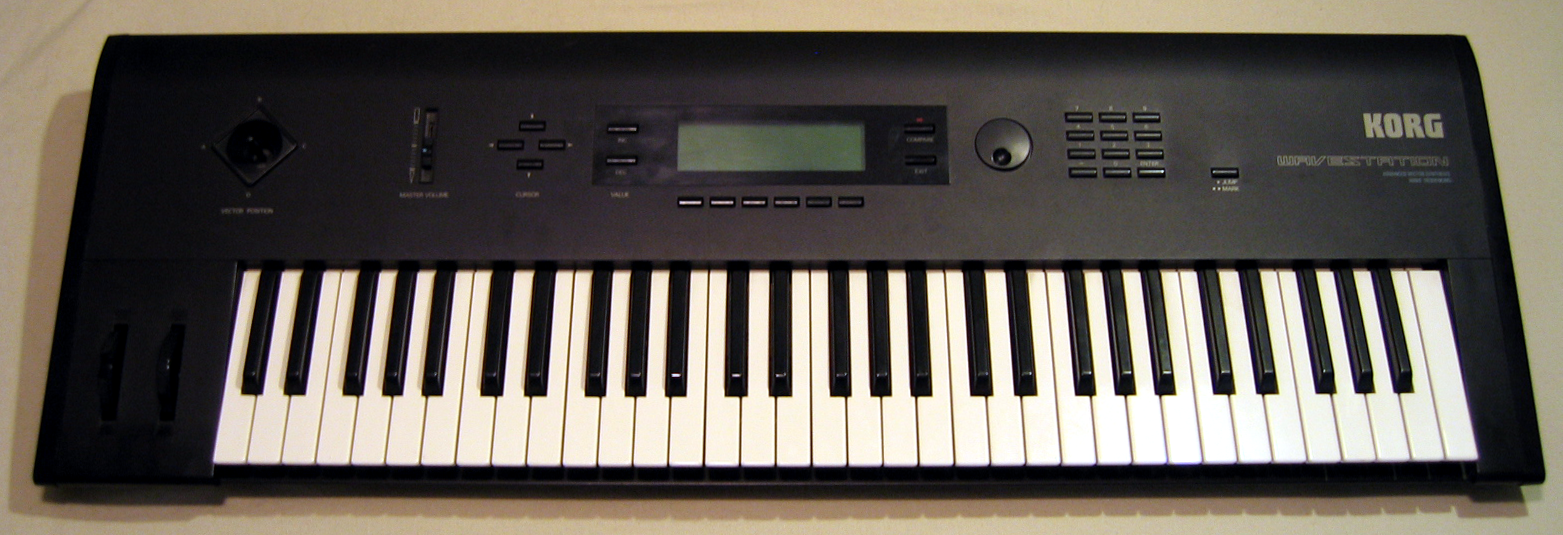
Синтезатор

также: Электромузыкальные инструменты (Электрофоны)
Развитие электроники в начале XX века повлекло за собой возникновение электромузыкальных инструментов; первый из них (терменвокс) был создан в 1917 году. Современные синтезаторы звука имитируют звучание всех известных музыкальных инструментов, а кроме того, и всевозможных шумов (например, пение птиц, раскаты грома, звук проходящего поезда и т. д.). Чаще всего синтезаторы оснащены клавиатурой фортепианного типа.
Наряду с сугубо электронным синтезом звука, в XX веке широко распространилось оснащение акустических музыкальных инструментов (разновидности гитары, клавикорд и др.) адаптерами, контроллерами и т. п. электронными устройствами. Группа таких инструментов получила название электроакустических.